# Zaglyptus simonis
Zaglyptus simonis là một loài tò vò trong họ Ichneumonidae.